# 洼丹
洼丹（前28年—41年），字子玉，東漢南陽郡淯陽縣（今河南省南陽市）人。世傳孟喜所撰的《孟氏易》。王莽時，避世教授學生，不願做官，學生多達幾百人。

## 生平
洼丹其本名不詳，祖籍青陽縣（今安徽省池州市)，其家族世從孟喜之弟子翟牧研修《孟氏易》。王莽篡漢自立後舉家遷往家鄉，避亂於洼丹（今河南南陽），而後便以此為姓名。這段期間，洼丹於此教授上百弟子學習《孟氏易》，後為東漢初期著名的經學家。
建武初年，被任命為博士，建武十一年（公元35年），升任為大鴻臚（鴻臚寺卿），官秩四千二百石。作《易通論》七篇，世號《洼君通》。洼丹學識淵博，《易》家尊崇他，稱爲大儒。
建武十七年（公元41年）在任內去世，享壽七十歲。

## 外部連結
- 《中國哲學書電子化計劃·後漢書·洼丹傳》 （页面存档备份，存于）

## 延伸阅读
[在维基数据编辑]
 《後漢書/卷79上》，出自范晔《後漢書》
 《東觀漢記》